# Mesiotelus
Mesiotelus, rod pauka iz porodice Liocranidae. Postoji 15 priznatih vrsta

## Vrste
1. Mesiotelus alexandrinus (Simon, 1880)
2. Mesiotelus annulipes (Kulczyński, 1897)
3. Mesiotelus cyprius Kulczyński, 1908
4. Mesiotelus grancanariensis Wunderlich, 1992
5. Mesiotelus kulczynskii Charitonov, 1946
6. Mesiotelus libanicus (Simon, 1878)
7. Mesiotelus lubricus (Simon, 1880)
8. Mesiotelus maderianus Kulczyński, 1899
9. Mesiotelus mauritanicus Simon, 1909
10. Mesiotelus pococki Caporiacco, 1949
11. Mesiotelus scopensis Drensky, 1935
12. Mesiotelus tenellus (Thorell, 1875)
13. Mesiotelus tenuissimus (L. Koch, 1866) tipična
14. Mesiotelus viridis (L. Koch, 1867)
15. Mesiotelus zonsteini Mikhailov, 1986